# Idaea sublimbaria
Idaea sublimbaria är en fjärilsart som beskrevs av W. Warren 1900. Idaea sublimbaria ingår i släktet Idaea och familjen mätare. Inga underarter finns listade i Catalogue of Life.